# Torben Grut
Andreas Torben Grut (2. juni 1871 i Tuns sogn, Västergötland, Sverige – 24. december 1945 på  Frederiksberg) var en dansk/svensk arkitekt. Grut blev i begyndelsen af 1900-tallet betragtet som en af sin generations førende arkitekter. Han er især kendt for at have designet flere sportsbygninger (mest kendt er Stockholms Stadion) og forskellige former for repræsentation bygninger. 
Familien var af dansk afstamning og hans far var godsejer på Gammalstorps herrgård. Efter at have taget studentereksamen læste Grut videre til arkitekt på Kungliga Tekniska Högskolan i Stockholm. Dér var Isak Gustaf Clason professor, og han fik en betydelig indvirkning på Grut som udøvende arkitekt. Under sin studietid mødte han Ferdinand Boberg. Efter fire års studier på KTH blev Grut 1894 ansat af den danske arkitekt Hans J. Holm. Samtidigt var han elev på Københavns Kunstakademis antik- og malerskole. I 1893 og 1896 var han ansat hos Clason og 1898-99 hos Ferdinand Boberg. Gruts selvstændige produktioner inkluderer Villa Bellro i Mullsjö (1899), Tennishuset i Idrottsparken i Stockholm (1900), flere villaer, blandt dem arkitektens eget Villa Sunnanlid på Djurgården i Stockholm (1906), Solliden på Øland (1906), bogudgiver Per Wahlströms Villa Apelgården i Storängen i Nacka (1906) og Villa Waern i Storängen (1905). 
Blandt offentlige bygninger er de mest berømte Stockholms Stadion (1910-12), hvis væglignende struktur af mursten fremhæver den oprindelig idé om en midlertidig trækonstruktion. Andre offentlige bygninger er blandt andre Norrfjärdens kirke, i nærheden af Piteå (1909), Stengårdshults Kirke og klokkestabel i Småland, Berga slott på Södertörn (1915) og omdannelsen af svenske ambassade i Helsingfors til tessinsk barok (1923), hvilket gør at facaden ligner Stockholms slots nordlige facade.
Grut har også lavet småhuse af træ, såsom "bygningstyper for små landbrugere" 1905 bestilt af svenske Lantbruksakademien eller "arkitekttegninger for moderne sports-sommerhuse og villaer", som han udgav sammen med bl.a. Jacob J:son Gate. I konkurrencen om den nye byplan for Göteborg vandt Grut 1902, sammen med ingeniør Nils Otto Gellerstedt andenpræmien. 
Torben Grut er far til William Grut olympisk meter i moderne femkamp. 
En fætter af samme navn var en dansk IOC-medlem 1906-1912. 

## Udvalgte værker
- Ammarnäs kirke (1910-1912)
- Villa Faxe ved Mullsjön (1899)
- Tennishuset i Idrottsparken, Stockholm (1900)
- Sollidens slott (1906)
- Villa Apelgården, Storängen, Nacka (1906)
- Tobaksfabrik i Härnösand (1906-1909)
- Arbejderboliger i Vallvik, Söderhamn (1907-1908)
- Strengbergs tobaksfabrik (1909) och Brandstation (1912) i Jakobstad, Finland[1]
- Sparbanken i Linköping (1908)
- Norrfjärdens kirke (1909)
- Villa Hildasholm, Leksand (1910)
- Stengårdshults kirke  (1910)
- Magleås herrgård, Danmark (1910)
- Stockholms Stadion (1910-12)
- Gravkapel på Norra Kyrkogården i Norrköping (1913)[2]
- Sparbanken i Umeå (1913)
- Saltsjöbadens kallbadhus (1913) [3]
- Villa Wallenberg, Solsidan, Saltsjöbaden (1914)
- Berga slott, Södertörn (1915)
- Stjärneborg slott, Aneby (1915)
- Sparbankshuset, Umeå (1915) [4]
- Villa Båge, Solsidan , Saltsjöbaden (1917)
- Villa Tobo, Västervik (1917)
- Normaltyper för Sveriges jägmästarbostäder bla Villa Norrbyviken i Borensberg (1921)
- Sveriges ambassad i Finland (ombyggnad, 1923)
- Kallbadhus på Restaurantholmen, Saltsjöbaden (1925)
- Villa Grut, Djurgården (1910-tal)
- Avesta Storfors kraftverk (II-III)[5]